# Maître du Monastère des Écossais de Vienne
Le Maître du Monastère des Écossais de Vienne ou Maître du Retable des Écossais de Vienne ou Maître de l'Abbaye des Écossais (en allemand : Meister des Schottenaltars) est le nom de convention pour un  peintre du gothique tardif (ou gothique flamboyant), actif en Autriche entre 1460 et 1480.

## Le peintre et son œuvre
Puisque son vrai nom est inconnu, le maître est identifié par le nom du grand retable  qu'il a créé pour le Schottenstift à Vienne, dont l'autel est connu sous l'appellation « autel écossais ». Il est considéré comme l'un des principaux peintres autrichiens de son époque qui ont été influencés par les peintres des Pays-Bas ou du Haut-Rhin. Son influence semble s'étendre bien au-delà de la région de Vienne grâce à ses élèves. Ainsi le Mediascher Altar (de) dans l'église Sainte-Marguerite (de) (Margarethenkirche) de Mediaș (actuellement en Roumanie) et le Birthälmer Altar (de) dans l'église fortifiée de Biertan en Transylvanie proviennent de son école.